# 蒙塔纳罗
蒙塔纳罗（義大利語：Montanaro），是意大利都灵省的一个市镇。总面积20平方公里，人口5435人，人口密度271.8人/平方公里（2009年）。ISTAT代码为001161。

## 友好城市
- 義大利丘萨斯克拉法尼